# Michał Jazłowiecki (zm. 1511)
Michał Jazłowiecki herbu Abdank (zm. 1511) – starosta kamieniecki i czerwonogrodzki, stolnik i podkomorzy halicki. 
Jego ojcem był Teodoryk Buczacki Jazłowiecki, kasztelan halicki, kasztelan kamieniecki i starosta podolski, protoplasta rodu Jazłowieckich, syn Michała Awdańca (Hawdanka) z  Buczacza. Miał braci Bartosza i Jana oraz siostry Annę, Elżbietę i Małgorzatę. W 1433 jako dworzanin przebywał na dworze węgierskim. W 1443 dostał w zastaw Złoczów.
W 1466 wraz z bratem Janem przyznali 100 marek siostrze Elżbecie, żonie Jerzego z Bartodziej i wdowie Stanisława Chodorowskiego herbu Korczak.